# Агатархид
Агатархид (на старогръцки: Αγαθαρχιδης), (ок. 200 г. пр.н.е. в Книдос, Мала Азия; † ок. 140 г. пр.н.е. в Атина) е древногръцки историк, географ и философ, известен с описанията си на Североизточна Африка, Червено море и Персийския залив.

## Биография
Откъслечни данни за живота на Агатархид са запазени в съхранените откъси от негови трудове под формата на нанесени от самия него автобиографични отметки както и в библиотеката на константинополския патриарх Фотий I. Роден е в Книдос около 200 г. пр.н.е. и в младините си заминава за Египет. Там е забелязан от съветника на фараона Птолемей VI Киней, който го взима под свое покровителство и го запознава с историка и дипломат Хераклид Лемб.
Хераклид Лемб оценява качествата на младия Агатархид и го прави свой личен секретар и четец. По-късно го въвежда в кръга на местните философи перипатетици. Така с течение на времето Агатархид се превръща в един от най-важните интелектуалци на Александрия, но през 145 г. пр.н.е. изпада в немилост пред новия фараон Птолемей VIII, вероятно заради поддръжката си за неговия опонент Птолемей VII, и е принуден да напусне града. Връща се в Гърция, където завършва най-известния си труд „За Червено море“. Умира в Атина около 140 г. пр.н.е.
На негово име е наречен кратера Агатархид на Луната.

## Произведения
Смята се, че Агатархид е написал шест произведения, на три от които до наши дни са достигнали само заглавията. Повече сведения са запазени за десеттомния му труд „История на Азия“ и 49-томния „История на Европа“, от които са съхранени няколко откъса. В първия Агатархид разглежда историята на азиатските империи до приключването на междуособиците сред наследниците на Александър Македонски в началото на III в. пр.н.е. И пак в този труд обстойно е разгледана културата в долината на Нил, царството Куш и Египет на Птолемеите. Вторият труд е свързан с историята на Европа от III до началото на II в. пр.н.е.